# William B. Strong
William Barstow Strong (Brownington, 16 maggio 1837 – Los Angeles, 3 agosto 1914) è stato un imprenditore statunitense, presidente della Atchison, Topeka and Santa Fe Railway dal 1881 al 1889.

## Biografia
Era nato a Brownington, Vermont, il 16 maggio 1837.
Strong si diplomò al Bell's Business College di Chicago, Illinois, nel 1855, e ben presto iniziò la sua carriera nel settore ferroviario. Il suo primo lavoro nel settore ferroviario fu quello di agente di stazione della Milwaukee and St. Paul Railroad, una posizione che gli era stata presentata dal fratello maggiore James.
Sposò Abbie J. Moore, il 2 ottobre 1859, a Beloit, Wisconsin. Hanno avuto tre figli, una femmina e due maschi.
Si è fatto strada in diversi lavori ferroviari per la Chicago, Milwaukee and St. Paul Railway, la McGregor Western Railway, la Chicago and North Western Railway, la Chicago, Burlington and Quincy Railroad (CB&Q) e come sovrintendente della Michigan Central Railroad negli anni 1870. In questa posizione, Strong fu sostituito da Henry Brockholst Ledyard nel 1876. Tornò alla CB&Q dopo aver lavorato nella Michigan Central e poi si unì al team di dirigenti della Santa Fe come General Manager, e fu promosso a vicepresidente entro un mese.
Il 12 luglio 1881 succedette a T. Jefferson Coolidge come presidente della Atchison, Topeka and Santa Fe Railway (ATSF). Sotto il suo mandato, la ATSF si espanse a circa 7 000 miglia (11 265 km) di diritto di accesso, che a suo tempo rese la ATSF la più grande ferrovia del Nord America. Ha ricoperto la presidenza fino al suo ritiro nel 1889.
La città di Barstow, California, dove la ATSF manteneva un vasto negozio di attrezzature per la costruzione e le strutture di riparazione, la città di Strong City, Kansas, e Stronghurst, Illinois, prendono questo nome in suo onore.